# Synomera pedroalis
Synomera pedroalis là một loài bướm đêm trong họ Noctuidae.